# Jennifer Dore
Jennifer Dore (Montclair, 19 de diciembre de 1971) es una deportista estadounidense que compitió en remo.
Ganó cuatro medallas en el Campeonato Mundial de Remo entre los años 1993 y 1998.
Participó en dos Juegos Olímpicos de Verano, ocupando el cuarto lugar en Atlanta 1996 (ocho con timonel) y el quinto en Sídney 2000 (cuatro scull).

## Palmarés internacional
| Campeonato Mundial | Campeonato Mundial            | Campeonato Mundial | Campeonato Mundial |
| Año                | Lugar                         | Medalla            | Prueba             |
| ------------------ | ----------------------------- | ------------------ | ------------------ |
| 1993               | Račice (República Checa)      | Medalla de plata   | Ocho con timonel   |
| 1994               | Indianápolis (Estados Unidos) | Medalla de plata   | Ocho con timonel   |
| 1995               | Tampere (Finlandia)           | Medalla de oro     | Ocho con timonel   |
| 1998               | Colonia (Alemania)            | Medalla de plata   | Ocho con timonel   |